# Okres Litoměřice

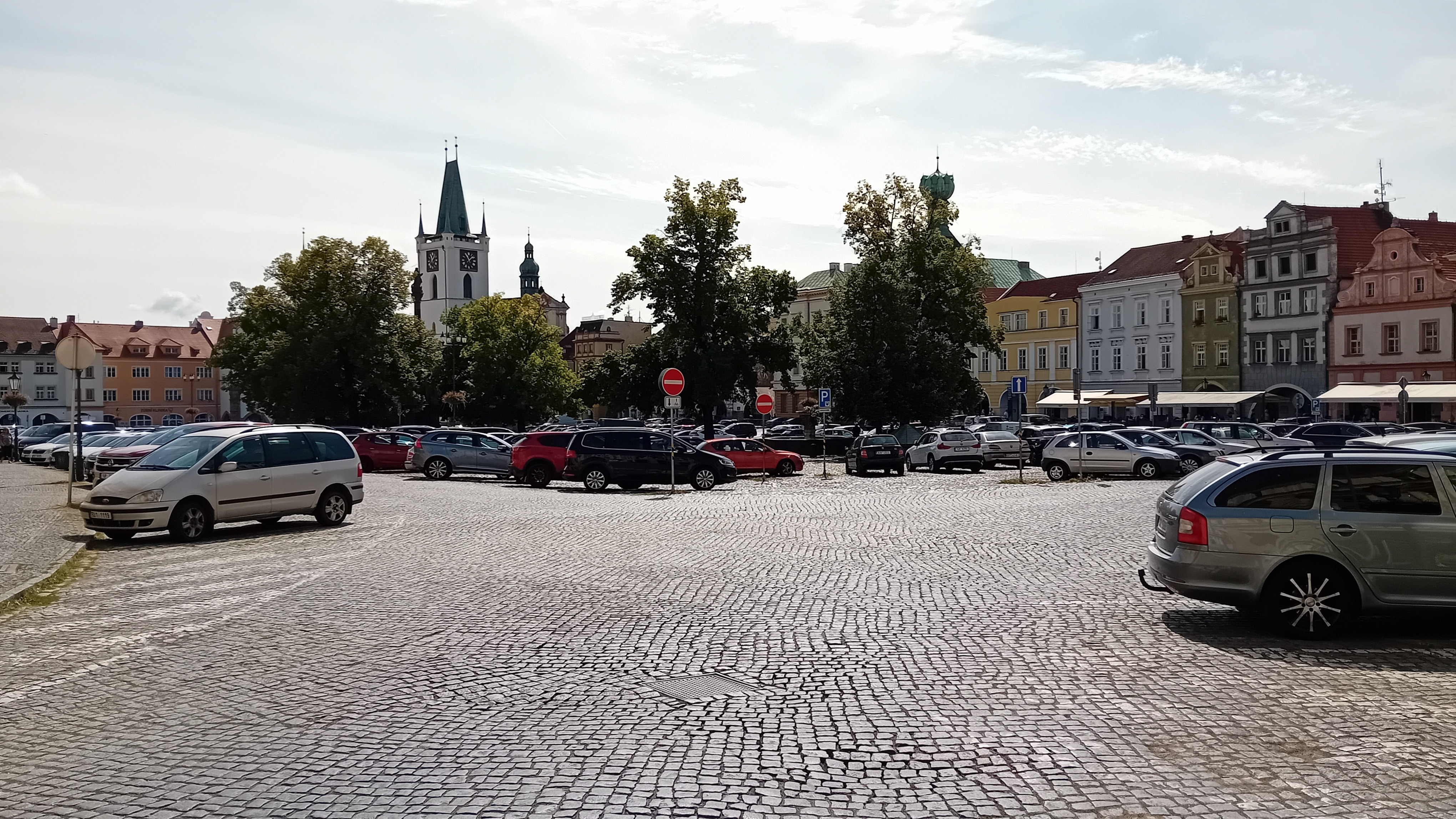
Centrum okresního města

Okres Litoměřice je okres v jihovýchodní části Ústeckého kraje. Jeho dřívějším sídlem bylo město Litoměřice.
V rámci kraje sousedí na jihozápadě s okresem Louny, na severozápadě s okresem Teplice a na severu s okresy Ústí nad Labem a Děčín. Na severovýchodě hraničí s okresem Česká Lípa Libereckého kraje, na jihovýchodě a jihu s okresy Mělník a Kladno Středočeského kraje.

## Krajina
K 31. prosinci 2003 měl okres celkovou plochu 1 032,12 km², z toho:
- 71,2 % zemědělských pozemků, kterou z 81,77 % tvoří orná půda (58,49 % rozlohy okresu)
- 28,47 % ostatní pozemky, z toho 56,90 % lesy (16,30 % rozlohy okresu)

Litoměřický okres lze rozdělit na pět krajinných oblastí:
- Litoměřicko, bezprostřední okolí okresního města, krajina na pravém břehu Labe na sever od Litoměřic
- Úštěcko, krajina v okolí Úštěka v severovýchodní části okresu
- Milešovské středohoří, oblast v severozápadní části okresu s největším městem Lovosice
- Dolní Poohří, jihozápadní část okolo řeky Ohře s městy Libochovice a Budyně nad Ohří
- Podřipsko, jihovýchodní část okresu rozkládající se v nížině pod horou Říp na obou březích Labe s městy Roudnice nad Labem a Štětí

Severní část okresu pokrývá lesnaté České středohoří s mnoha jižními stráněmi výhodnými pro pěstování ovoce, i když to v poslední době upadá. Naopak jižní, nížinná část je téměř zcela zemědělsky využitá.
Obec Žitenice bývá označována jako nejteplejší místo v Čechách.

## Demografické údaje
Data k 31. prosinci 2010:
| Popis          | Celkem  | Ženy            | Muži           |
| -------------- | ------- | --------------- | -------------- |
| počet obyvatel | 119 308 | 59 ,262 49,67 % | 60 046 50,32 % |
| průměrný věk   | 40,7    | 42,1            | 39,3           |

- hustota zalidnění: 112,3 ob./km²
- 61,3 % obyvatel žije ve městech.

### Zaměstnanost
(31.12.2010)
| Pracovní síla celkem | 62 662    |
| Průměrný plat        | 23 090 Kč |
| Nezaměstnaných       | 7 324     |
| Míra nezaměstnanosti | 8,5%      |

### Školství
(2003)
| Druh školy                     | Počet škol |
| ------------------------------ | ---------- |
| Mateřské školy                 | 64         |
| Základní školy                 | 49         |
| Gymnázia                       | 4          |
| Střední školy průmyslové školy | 12         |
| Střední odborná učiliště       | 8          |
| Vyšší odborné školy            | 3          |

### Zdravotnictví
(2010)
| Lékaři                          | 403 |
| Nemocnice                       | 2   |
| Specializovaná léčebná zařízení | 4   |
| Zubní lékaři                    | 47  |
| Lékárny                         | 32  |

### Zdroj
- Český statistický úřad

## Silniční doprava
Okresem prochází dálnice D8 a silnice I/8, I/15 a I/30. Silnice II. třídy jsou II/118, II/237, II/240, II/246, II/247, II/260, II/261, II/269 a II/608.

## Železniční doprava
Okresem prochází železniční tratě : Praha–Děčín, Lysá nad Labem – Ústí nad Labem, Čížkovice–Obrnice, Lovosice – Česká Lípa, Lovosice – Teplice v Čechách, Lovosice–Postoloprty, Roudnice nad Labem – Zlonice, Velké Březno – Lovečkovice – Verneřice/Úštěk, Železniční trať Vraňany–Libochovice. 

## Nejlidnatější obce
Obce nad 1 000 obyvatel (k 11. březnu 2011):

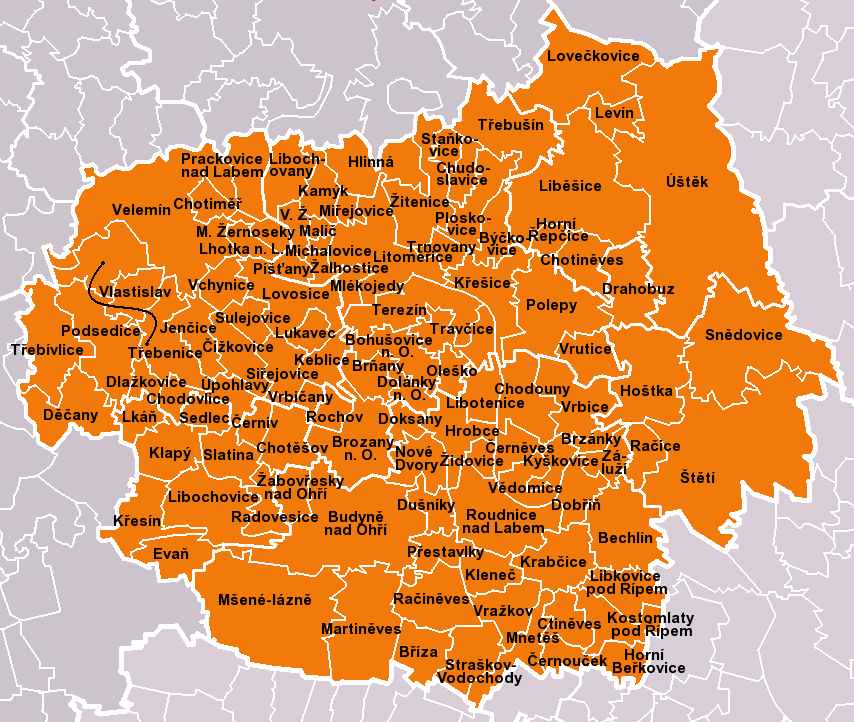
Rozsah okresu Litoměřice s vyznačenými hranicemi a názvy obcí dle stavu k roku 2008

1. Litoměřice (II., III.) - 24 878
2. Roudnice nad Labem (II., III.) - 13 324
3. Štětí (II.) - 9 240
4. Lovosice (II., III.) - 9 016
5. Libochovice (II.) - 3 671
6. Terezín (II.) - 3 098
7. Úštěk (II.) - 2 866
8. Bohušovice nad Ohří - 2 574
9. Budyně nad Ohří - 2 167
10. Třebenice - 1 936
11. Mšené-lázně - 1 800
12. Hoštka - 1 724
13. Liběšice - 1 581
14. Velemín - 1 563
15. Žitenice - 1 484
16. Křešice - 1 447
17. Čížkovice - 1 399
18. Polepy - 1 364
19. Bechlín - 1 241
20. Brozany nad Ohří - 1 173
21. Straškov-Vodochody - 1 074

## Seznam obcí a jejich částí
Města jsou uvedena tučně, městyse kurzívou, části obcí malince.
Bechlín (Předonín) •
Bohušovice nad Ohří (Hrdly) •
Brňany •
Brozany nad Ohří (Hostěnice) •
Brzánky •
Bříza •
Budyně nad Ohří (Břežany nad Ohří • Kostelec nad Ohří • Nížebohy • Písty • Roudníček • Vrbka) •
Býčkovice (Velký Újezd) •
Ctiněves •
Černěves •
Černiv •
Černouček •
Čížkovice (Želechovice) •
Děčany (Lukohořany • Semeč • Solany) •
Dlažkovice •
Dobříň •
Doksany •
Dolánky nad Ohří •
Drahobuz (Břehoryje • Strážiště) •
Dušníky •
Evaň (Horka) •
Hlinná (Kundratice • Lbín • Tlučeň) •
Horní Beřkovice •
Horní Řepčice •
Hoštka (Kochovice • Malešov • Velešice) •
Hrobce (Rohatce) •
Chodouny (Lounky) •
Chodovlice •
Chotěšov •
Chotiměř •
Chotiněves (Jištěrpy) •
Chudoslavice (Myštice) •
Jenčice •
Kamýk •
Keblice •
Klapý •
Kleneč •
Kostomlaty pod Řípem •
Krabčice (Rovné • Vesce) •
Křesín (Levousy) •
Křešice (Nučnice • Sedlec • Třeboutice • Zahořany) •
Kyškovice •
Levín (Horní Vysoké) •
Lhotka nad Labem •
Liběšice (Dolní Chobolice • Dolní Nezly • Dolní Řepčice • Horní Chobolice • Horní Nezly • Jeleč • Klokoč • Lhotsko • Mladé • Nová Vesnička • Soběnice • Srdov • Trnobrany • Zimoř) •
Libkovice pod Řípem •
Libochovany (Řepnice) •
Libochovice (Dubany • Poplze) •
Libotenice •
Litoměřice (Město • Pokratice • Předměstí • Za nemocnicí) •
Lkáň •
Lovečkovice (Dolní Šebířov • Hlupice • Knínice • Levínské Petrovice • Mukařov • Náčkovice • Touchořiny) •
Lovosice •
Lukavec •
Malé Žernoseky •
Malíč •
Martiněves (Charvatce • Pohořice • Radešín) •
Michalovice •
Miřejovice •
Mlékojedy •
Mnetěš •
Mšené-lázně (Brníkov • Ječovice • Podbradec • Ředhošť • Vrbice) •
Nové Dvory (Chvalín) •
Oleško •
Píšťany •
Ploskovice (Maškovice • Starý Mlýnec • Těchobuzice • Vinné) •
Podsedice (Děkovka • Chrášťany • Obřice • Pnětluky) •
Polepy (Encovany • Hrušovany • Libínky • Okna • Třebutičky) •
Prackovice nad Labem (Litochovice nad Labem) •
Přestavlky •
Račice •
Račiněves •
Radovesice •
Rochov •
Roudnice nad Labem (Podlusky) •
Sedlec •
Siřejovice •
Slatina •
Snědovice (Bylochov • Křešov • Mošnice • Strachaly • Střížovice • Sukorady • Velký Hubenov) •
Staňkovice •
Straškov-Vodochody (Straškov • Vodochody) •
Sulejovice •
Štětí (Brocno • Čakovice • Hněvice • Chcebuz • Počeplice • Radouň • Štětí • Stračí • Újezd • Veselí)  •
Terezín (České Kopisty • Nové Kopisty • Počaply) •
Travčice (Nučničky) •
Trnovany (Podviní) •
Třebenice (Kocourov • Kololeč • Lhota • Lipá • Medvědice • Mrsklesy • Sutom • Teplá) •
Třebívlice (Blešno • Dřemčice • Dřevce • Leská • Skalice • Šepetely • Staré) •
Třebušín (Dolní Týnec • Horní Týnec • Kotelice • Řepčice) •
Úpohlavy •
Úštěk (Bílý Kostelec • Brusov • Dolní Vysoké • Držovice • Dubičná • Habřina • Julčín • Kalovice • Konojedy • Lhota • Ličenice • Lukov • Ostré • Rašovice • Robeč • Rochov • Starý Týn • Tetčiněves • Třebín • Úštěk-České Předměstí • Úštěk-Českolipské Předměstí • Úštěk-Vnitřní Město • Vědlice • Zelený) •
Vědomice •
Velemín (Bílinka • Bílý Újezd • Boreč • Březno • Dobkovičky • Hrušovka • Kletečná • Milešov • Oparno • Režný Újezd) •
Velké Žernoseky •
Vchynice (Radostice) •
Vlastislav •
Vražkov •
Vrbice (Mastířovice • Vetlá) •
Vrbičany •
Vrutice (Svařenice) •
Záluží (Kozlovice) •
Žabovřesky nad Ohří •
Žalhostice •
Židovice •
Žitenice (Pohořany • Skalice)

## Seznam správních obvodů obcí s rozšířenou působností
Okres se skládá ze tří správních obvodů obcí s rozšířenou působností, které jsou shodné se správními obvody obcí s pověřeným úřadem:
- Litoměřice
- Lovosice
- Roudnice nad Labem

## Řeky
- Labe
- Ohře